# فروچو تاگیاوینی
فروچو تاگیاوینی (انگلیسی: Ferruccio Tagliavini؛ ۱۴ اوت ۱۹۱۳ – ۲۸ ژانویهٔ ۱۹۹۵) یک خواننده اپرا، هنرپیشه، و خواننده اهل ایتالیا بود.
از فیلم‌ها یا برنامه‌های تلویزیونی که وی در آن نقش داشته است می‌توان به آرایشگر شهر سویل اشاره کرد.